# Mapa genotipo-fenotipo

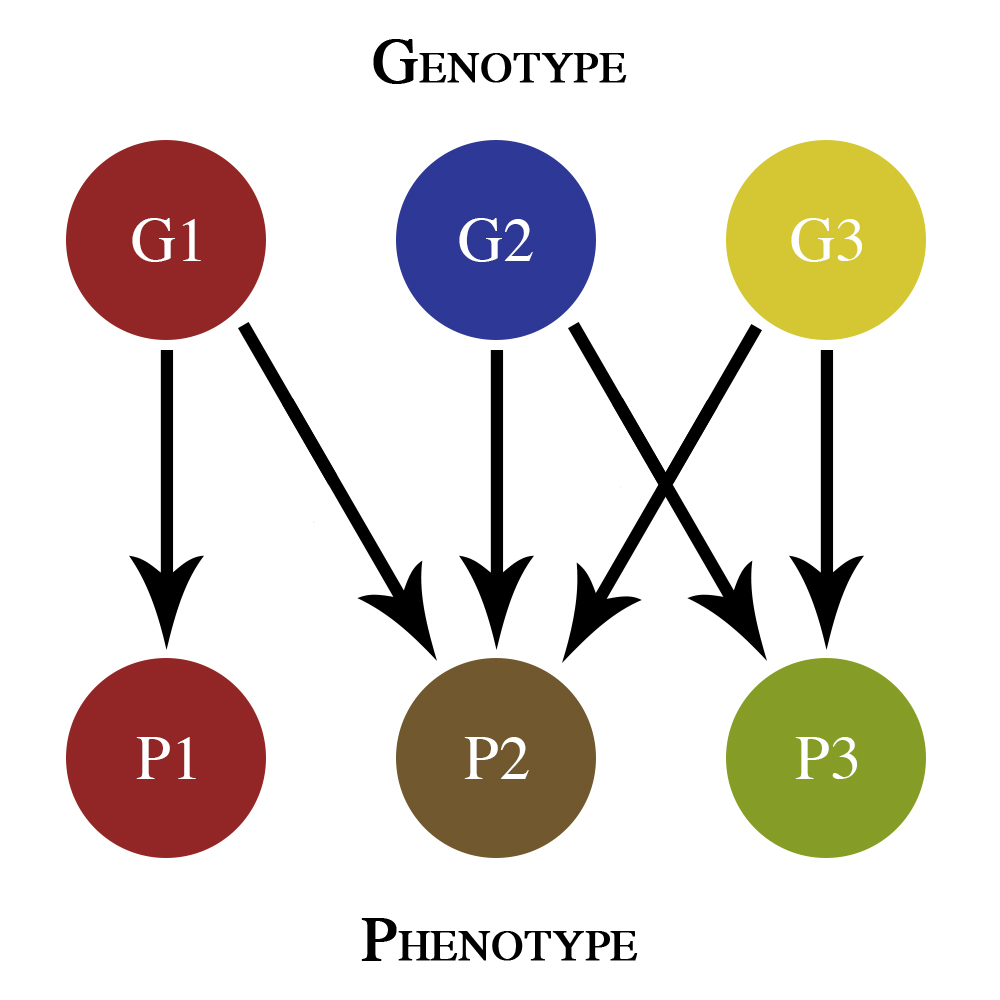
Un mapa genotipo-fenotipo muy simple que solo muestra efectos aditivos de pleiotropía.

El mapa de genotipo-fenotipo es un modelo conceptual en arquitectura genética. Acuñado en un artículo de 1991 por Pere Alberch, modela la interdependencia del genotipo (la información hereditaria completa de un organismo) con el fenotipo (las propiedades reales observadas de un organismo).

## Aplicación
El mapa visualiza una relación entre genotipo y fenotipo que, de manera crucial:
1. Es de mayor complejidad que un simple mapeo uno a uno del genotipo hacia/desde el fenotipo.
2. Acomoda un espacio de parámetros, a lo largo del cual en diferentes puntos se dice que un fenotipo dado es más o menos estable.
3. Acomoda los límites transformacionales en el espacio de parámetros, que dividen los estados fenotípicos entre sí.
4. Explica diferentes polimorfismos y/o polifenismos en las poblaciones, dependiendo de su área de espacio de parámetros que ocupan.